# Zoológico da Filadélfia
O Zoológico da Filadélfia é um jardim zoológico localizado na cidade de Filadélfia, no estado da Pensilvânia no banco oeste do rio Schuylkill, foi o primeiro zoológico dos Estados Unidos. Licenciado pela Commonwealth da  Pensilvânia em 21 de março de 1859, sua abertura foi adiada em virtude da Guerra Civil Americana até 1 de julho de 1874. Ele foi inaugurado com 1 000 animais e com a entrada custando 25 centavos para adultos e 10 centavos para crianças. Esta taxa ficou fixa durante meio século desde sua abertura. O Zoológico da Filadélfia está aberto todos os dias das 9:30 a.m. às 5:00 p.m.
O zoológico da Filadélfia ocupa uma área de cerca de 42 acres e abriga mais de 1.300 animais, muitos deles raros. O próprio site do zoológico relata mais de 1,35 milhão de visitantes no último ano (2015).